# Velenka (rozhledna)
Velenka byla plánovaná rozhledna u obce Velenov v okrese Blansko.

## Historie
Zahájení stavby této rozhledny bylo původně plánováno na rok 2011, ale část obyvatel Velenova výstavbu odmítala s námitkou, že vysoká investice by pro takto malou obec mohla být neúnosná. Lidé nesouhlasící s výstavbou požadovali po obci uspořádání referenda, ve kterém by se rozhodnutí nechalo na místních lidech. Zastupitelstvo obce vyhlásilo obecní referendum na 23. a 24. května 2014, v termínu konání voleb do Evropského parlamentu. Z celkových 169 voličů se k referendu dostavilo 148 a pro postavení rozhledny se vyslovilo 59,46 %.
Stavba měla být zahájena v červnu 2017 a rozhledna otevřena v roce 2018; kvůli chybějícím financím jsou však práce dosud pozastaveny.

## Parametry rozhledny
65 m vysoká rozhledna s vyhlídkovou plošinou v 60 m aspirovala na nejvyšší rozhlednu na Moravě. Její základna měla být tvořena kruhovou dvoupatrovou budovou, kde se měla nacházet restaurace a víceúčelové místnosti. Ze střechy se mělo dále vystupovat na samotnou rozhlednu, na jejíž nejvyšší vyhlídkovou plošinu mělo vést točité schodiště. Projekt stavby zpracovala architektka Monika Sirná. Náklady na její stavbu byly vypočítány na 20 milionů korun.

## Očekávané výhledy
Rozhledna měla poskytnout výhled na masiv Králického Sněžníku, Praděd, Radhošť, Bílé a Malé Karpaty, Děvín, Orlické hory, ale i na více než 200 km vzdálené Alpy.